# 3374 Namur
A 3374 Namur (ideiglenes jelöléssel 1980 KO) a Naprendszer kisbolygóövében található aszteroida. Henri Debehogne fedezte fel 1980. május 22-én, a La Silla Csillagvizsgálóból, Chilében. Nevét Belgium Vallónia régiójának fővárosáról kapta, mert a kisbolygó felfedezője itt végezte tanulmányait.